# Gennagyij Szamojlovics Gor
Gennagyij Szamojlovics Gor (Генна́дий Само́йлович Гор) (Ulan-Ude, 1907. január 15. – Leningrád, 1981. január 6.) szovjet-orosz író, költő, tudományos-fantasztikus író.

## Élete
Élete első évét börtönben töltötte, mivel szüleit forradalmi tevékenység vádjával bebörtönözték. 1923-ban költözött Leningrádba, ahol a Leningrádi Állami Egyetemen irodalmat hallgatott. Корова (A tehén) című regénye miatt tanulmányait nem folytathatta (a munka csupán 2000-ben jelent meg a Звезда című magazinban). Ezután kizárólag irodalmi tevékenységet folytatott. Az 1930-as éveket északon töltötte. 1933-ban Leningrádban jelent meg első önálló novellagyűjteménye, a Живопись (Festmény). Ugyanebben az évben felvételt nyert a Szovjet Írószövetségbe. A második világháború elején a népi milíciához (Ополчение) csatlakozott. Az 1960-as években a Leningrádi Központi Irodalmi Szövetséget vezette. Szentpéterváron a Komarovszkij Temetőben temették el, sírja kulturális és történelmi emlékhely.

## Munkássága
Irodalmi stílusa az 1920-as években alakult ki, legnagyobb hatással Konsztantyin Vaginov és Leonyid Dobicsin voltak rá. Az ebben az időszakban írt számos, fantasztikus jellegű novellája bekerült a Живопись (Festészet) című gyűjteményes kötetébe, amelyet súlyosan kritizáltak "formalizmusa" miatt. 1942-1943 telét az ostromlott Leningrádban töltötte, ezután egy nagyobb versciklust írt. A ciklust az OBERIU költészet hatása jellemzi, s tükrözi egy állandó halálfélelemben, halálvárásban élő személy lelki állapotát. A ciklus néhány verse először 2002-ben a Звезда (Zvezda [Csillag]) című magazinban, teljes egészében, önállóan német-orosz kétnyelvű kiadásban 2007-ben jelent meg. Университетская набережная (Egyetemi rakpart 1959) című regényében három tudós, egy atomfizikus, egy vegyész és egy kísérleti agronómus sorsa fonódik össze. Пять углов (Öt sarok, 1977) című történetében a művész alkotásai és életrajza közti kapcsolat ellentmondásait, problémáit tárta fel. 
Gor az 1960-as évektől szerzett egyre komolyabb hírnevet tudományos-fantasztikus alkotásaival. Ezek az alkotások a humanizmus nézőpontjából közelítik meg a sci-fi klasszikus témáit: az ember és az idő, az emberiség univerzumban betöltött helyének meghatározása, stb. Докучливый собеседник (Egy zavaró beszélgetőpartner) című írásában egy, az őskori Földön ragadt űrhajó naplója kivonatai segítségévek az emberiség történelmi korszakait figyeli meg. Ugyanezt a technikát használja a Мальчик (Fiú, 1965) című írása, itt a földi életet egy, a földön élő idegen gyermek szemén keresztül látjuk. Странник и время (A vándor és az idő, 1962) című regénye utópia, egy társadalom kritikáját fogalmazza meg, de - eltérően a kor többi hasonló szovjet munkájától - Gor műve nem végződik a kommunista utópia győzelmével. Ebben, valamint Уэра (Ware [Éber] 1964) című regényében Gor a távoli jövő képeit utódaink lelki világa, belső vívódása leírására használta. Ольга Нсу (1965) és Гости с Уазы(1963) című munkáiban az emberi emlékezet halhatatlanságának problémáit tárgyalta. Электронный Мельмот (1964) című regényében egy halhatatlan mesterséges intelligencia létezik egy gépben. A valóság és a tudományos fantasztikum, a különféle korok és a hozzájuk kapcsolódó társadalompszichológiai elemek szoros összefonódása képezi Gor olyan munkáinak hátterét mint például a Минотавр (Minótaurosz, 1967) és a Синее окно Феокрита (Theokritosz kék ablaka, 1968). Gor fantasztikus alkotásaiban fontos helyet foglal el a művész és alkotása közti viszony ábrázolása, valamint a múltnak a jelennel és a jövővel való kapcsolata. A Великий актёр Джонс (Jones - a nagy színész, 1966) című novellájában Edgar Allan Poe a 19. századi Szentpétervárra látogat. Геометрический лес (Geometrikus erdő, 1973) című történetében a főhős művész a gondolat erejével múltba és jövőbe látogat, végül egyesül alkotásával. Изваяние (Szobor, 1971) című munkájának főhőse egy, a Földön élő idegen.
Gor alkotásait lefordították angol, bolgár, cseh, francia, grúz, japán, kínai, koreai, lengyel, magyar, mongol, német, román, szerbhorvát és szlovák nyelvre.

## Magyarul
- Az ismeretlen forrás; Ifjúsági, Bukarest, 1952
- Varázsos út. Tudományos fantasztikus elbeszélések; fordította: Árvay János, G. Lányi Márta, életrajz: Kuczka Péter, tan. Bartha Lajos; Kozmosz Könyvek, Budapest, 1976 (Kozmosz Fantasztikus Könyvek)

## Fordítás
- Ez a szócikk részben vagy egészben  a(z)   Гор,_Геннадий_Самойлович című orosz Wikipédia-szócikk ezen változatának fordításán alapul.  Az eredeti cikk szerkesztőit annak laptörténete sorolja fel. Ez a jelzés csupán a megfogalmazás eredetét és a szerzői jogokat jelzi, nem szolgál a cikkben szereplő információk forrásmegjelöléseként.

## Külső hivatkozások
- Néhány munkája orosz nyelven
- Megjelent munkáinak bibliográfiája